# Централна гара Пловдив
Централна гара Пловдив е железопътна гара, която обслужва град Пловдив. Открита е през 1870 г. като част от жп линия Любимец – Белово. От 2018 г. е транспортен център за превозване на стоки в контейнери, обединяващ автобусен и железопътен транспорт. Приемната сграда на гарата е паметник на културата.

## История
Първата сграда на железопътна гара в Пловдив е построена през 1873 г. Тогава тя се е намирала на два километра южно от града. До нея е изградена голямата спиртна фабрика на Кристиан Август Боманти. Само за двайсетина години коларският път, който я свързва с града, се превръща в една от най-красивите улици, наречена „Станционна“, с жилищни сгради на европейските дипломати, архитекти и техници.
Сегашната сграда на гарата е проектирана от италианския архитект професор Мариано Пернигони, построена е от 1905 год. до 1908 год. Нейната конструкция е носеща, с тухлени стени. Тухлите са били дарени от тухларната на пловдивския индустриалец Павел Калпакчиев. На 26 септември 1908 г. цар Фердинанд пристига в града във връзка с обявената Независимост на България и е посрещнат на още неоткритата жп гара. В тази връзка една от залите на жп сграда е наречена Царската жп чакалня.
Откриването на сградата, изградена в бароков стил, става на 30 ноември 1908 г. Приемната сграда на гарата е проектирана по принципа на симетрията, с три ризалита и с барокова, богато орнаментирана фасада. Подовите конструкции са т. нар. „пруски свод“. Северната фасада е главна фасада към предгаровия площад. Пред южната фасада на перона на първи коловоз е изграден навес, вероятно непосредствено след изграждането на приемното здание на гарата. Навесът е със съхранена оригинална носеща конструкция, но с подменено покривно покритие (поцинкована ламарина), водосточни тръби и е закрит отдолу с окачен таван тип „Хънтър – Дъглас“. През ноември 1920 г. по време на честването на 50-ия си творчески юбилей поетът и писател Иван Вазов посещава гр. Пловдив. Той е посрещнат на пловдивска централна жп гара.
На 30 август 1984 г. в 17:29 на жп гара Пловдив е извършен терористичен акт – взривена е бомба в чакалнята. На място загива 50-годишната Добра Паслиева от Кърджали и са ранени 42-ма души. Взривното устройство е било поставено до кошче за отпадъци в дъното на чакалнята, при обществените телефони. Бомбата разрушава металния покрив и някои стени на чакалнята. На мястото на взрива е поставена скромна възпоменателна плоча.
До преместването им в нови сгради през 1998 год. Пловдивската митница и Транспортната болница (след преместването ѝ през 90-те години на 20-и век е в съседна на улица ,,Колхида" сграда)  в Пловдив се намират в сгради до централната жп гара.
През 2015 г. започва цялостната реконструкция на сградата и предгаровото пространство. Обновяването на постройката, е направено максимално внимателно и с уважение към оригиналния вид от проекта италианския арх. професор Мариано Пернигони (на итал. Mariano Pernigoni). Възстановен в оригинален вид е навесът на първи перон. Царската жп чакалня е реставрирана, а голямата зала е климатизирана. Офисите също са реновирани.
На паркинга пред приемното здание на гарата е изградена козирка и конструкции, които представляват автогара на фирма „Карат-С“.
През 2018 г. реставрацията на Централна гара е отличено със „специална награда“ на изданието на конкурса „Сграда на годината“. Отличен е великотърновския ландшафтен архитект Любомир Петров, а инвеститор е новият концесионер – дружеството „Железопътна Гара Пловдив“ ООД.
На мястото на колетно и митническо бюро се строи тризвезден хотел със 111 стаи, който е от т.нар. гаров тип с по-малогабаритни стаи за ползвателите му. От източната страна на жп гара Пловдив – на мястото на Транспортна болница ще бъде построена многофункционална сграда, с офиси, търговска част и голяма зала за събития с капацитет до 1000 души.

## Характеристики на гарата
На Централна гара Пловдив има общо 16 коловоза – 6 челни коловози, западно от приемното здание, и 10 обикновени коловози.

### Свързани линии
- Железопътна линия 1 (Калотина-запад – София – Казичене - Септември - Пловдив – Крумово - Първомай - Харманли - Свиленград)
- Железопътна линия 8 (Пловдив – Белозем - Стара Загора - Ямбол - Зимница - Бургас)

## Характеристики на автогарата
Пред сградата на гарата има 8 сектора за заминаващи и 3 за пристигащи автобуси.

### Автобусни направления
- София – Пловдив
- Международни автобуси между Варна и Дортмунд

## Галерия
- Северна фасада
- Южна фасада
- Централна фасада
- Коловози